# Фонтанка (річка)
Фонта́нка (рос. Фонтанка) — водотік у Санкт-Петербурзі, протоки дельти річки Неви, перетинає центральну частину міста. Довжина — 7,6 км, ширина до 70 м, найбільша глибина до 3,5 м. Витікає з Неви зліва, біля Літнього саду, й впадає у Велику Неву на північ від Гутуєвського острова.
До появи Обвідного каналу у XIX сторіччі, лівий берег Фонтанки відносився до материка, а правий утворював острови: Літній Сад, Спаський, Покровський, Коломенський й Галерний. Згодом Галерний острів було об'єднано з Коломенським, а лівий берег став частиною Безіменного острова.
Топонім також використовується як народне найменування набережної річки Фонтанки.

## Історія

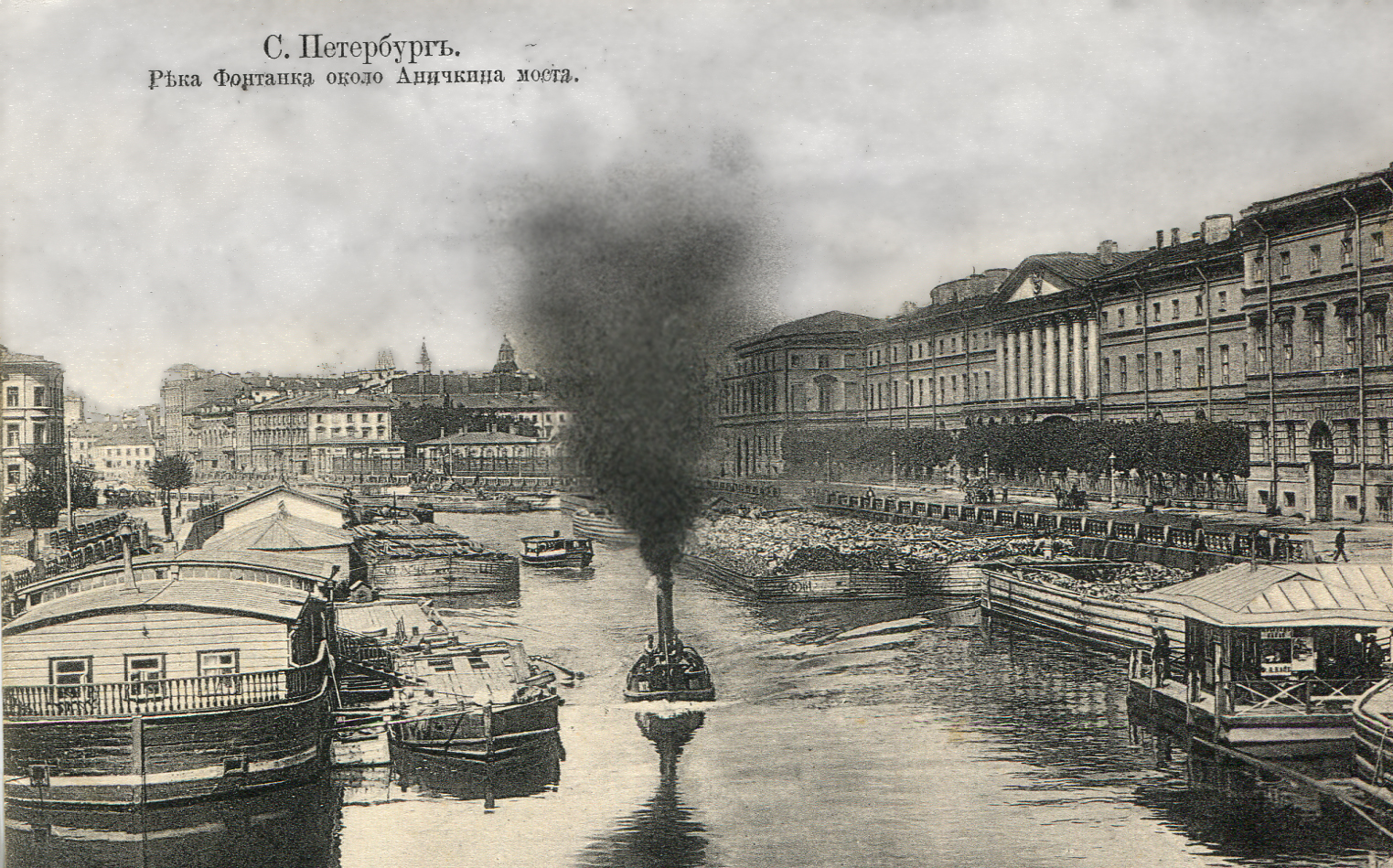
Фонтанка поблизу Анічкова моста. Фото не пізніше 1915 року

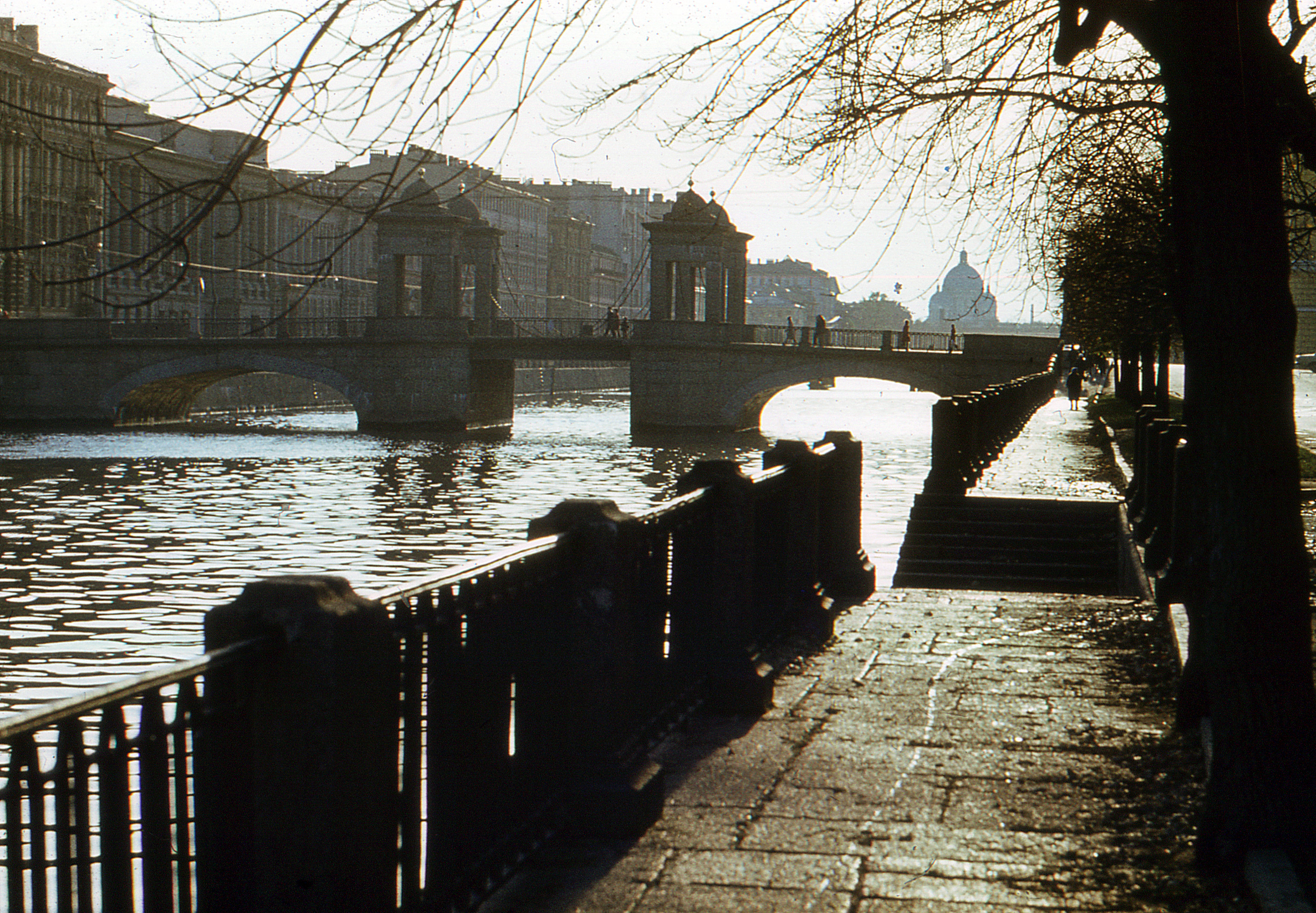
Фонтанка й Чернишов міст, на горизонті видно Троїцький собор

Назва пов'язана з влаштуванням фонтанів Літнього саду, коли через Фонтанку були перекинуті труби з басейну Ліговського каналу.
До 1712—1714 років Фонтанка називалася Єриком або Безіменним єриком й являла собою болотяну річку, що утворює у своїй течії острови та заплави. У переписній книзі Водської п'ятини 1500 року фігурує виразний топонім річка Голодуша. Потім іменувалося Фонтанною річкою, з 1737 року отримала сучасну назву. На момент будівництва першого мосту через Безіменний єрик ширина водної перешкоди становила близько 200 метрів, але по мірі освоєння мілководь для будівництва її ширина істотно зменшилася. У 1743—1752 роках вона була розчищена й укріплена дерев'яною набережною. Сучасні обриси дзеркало Фонтанки набуло з тих пір, як у 1780—1789 роках її вдруге розчистили й поглибили, а береги одягли у граніт.
У пониззі річки було невелике іжорське поселення, відоме з XVII сторіччя. На одних старовинних картах написано Кальюла, на інших — Калліна. У перші роки будівництва Петербурга назва села було перероблено на російський лад та її стали іменувати Калинкіною. Це назва відображено у багатьох топонімах, у тому числі в назві Старо-Калинкіного мосту.
У 1780—1789 роках за проектом архітектора Андрія Квасова споруджені гранітні набережні, спуски та під'їзди до річки. До кінця XVIII сторіччя русло річки було спрямлено.

## Мости
Через річку перекинуто 15 мостів:
1. Пральний міст (1769)
2. Пантелеймонівський міст
3. Міст Бєлінського (1733)
4. Аничков міст (1716) в створі Невського проспекту.
5. Міст Ломоносова
6. Лештуков міст
7. Семенівський міст в створі Горохової вулиці.
8. Горсткін міст (1898)
9. Обухівський міст у створі Московського проспекту.
10. Ізмайловський міст в створі Ізмайловського проспекту.
11. Красноармійський міст (1956)
12. Єгипетський міст в створі Лермонтовського проспекту.
13. Англійський міст
14. Старо-Калинкін міст
15. Галерний міст

## Фауна
Рибалкам Фонтанці вдається ловити окунів та йоржів.

## Значення

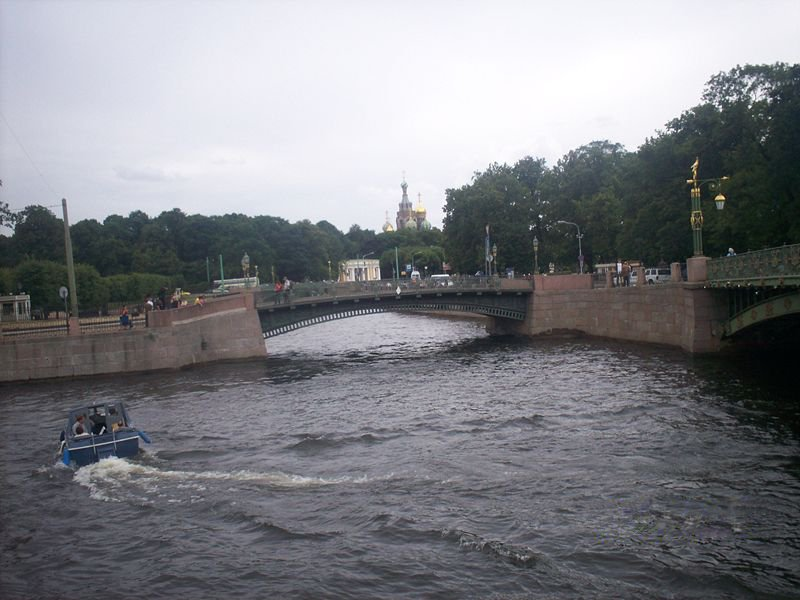
Витік річки Мойки з Фонтанки

З 1730-х років до середини XVIII сторіччя Фонтанка служила південною межею міста. Береги забудовувалися садибами, першою з яких став Літній сад з Літнім палацом Петра I. Незважаючи на те, що в 1760-ті роки міською межею став Обвідний канал, Фонтанка залишилася кордоном парадної забудови Петербурга.